# Henri de Bohun (chevalier)
Pour les articles homonymes, voir Henri de Bohun et Bohun.
Henri de Bohun (mort le 23 juin 1314) est un chevalier anglais. Il est le petit-fils de Humphrey de Bohun, 2e comte de Hereford. Il est resté célèbre à la postérité pour avoir été tué lors de la bataille de Bannockburn par le roi d'Écosse Robert Bruce en personne.

## Décès
Chargeant l'armée écossaise alors qu'il se trouve à l'avant-garde de la cavalerie lourde anglaise, Henri de Bohun aperçoit le roi d'Écosse en train de chevaucher sur un petit palefroi (ane gay palfray Li till and joly) et armé seulement d'une hache de guerre. Il abaisse alors sa lance et charge Robert Bruce. Ce dernier ne bouge pas, bien que conscient du danger qui le guette. Au moment où le chevalier de Bohun est sur le point de le renverser, Bruce manœuvre prestement sa frêle monture, se soulève dans ses étriers et abat sa hache sur le casque d'Henri de Bohun. Les chroniqueurs écossais rapportent que le roi a frappé si fort son adversaire qu'il lui a fendu en deux son casque et son crâne. Malgré l'immense risque qu'il a encouru, Robert Bruce ne commentera pas cet affrontement, bien que déplorant le fait d'avoir brisé le manche de sa hache favorite.

## Postérité
La mort d'Henri de Bohun est narrée et représentée dans l'ouvrage Scotland's Story d'Henrietta Elizabeth Marshall.